# Destroyer (альбом Kiss)
Destroyer («Разрушитель») — четвёртый студийный альбом американской хард-рок-группы Kiss, выпущенный 15 марта 1976 года в США. Это был второй подряд альбом, изначально рассчитанный на коммерческий успех и попадание в топ-20 в США, а также первый, попавший в чарты Германии и Новой Зеландии. Альбом стал золотым 22 апреля 1976 года и платиновым 11 ноября (первый альбом Kiss, получивший этот статус).
Вышедший вскоре после успешного альбома Alive!, Destroyer легко стал наиболее претенциозным студийным альбомом Kiss 1970-х. Боб Эзрин, который ранее работал с Элисом Купером, был приглашён продюсировать альбом. В процессе организации записи именно Эзрин предложил группе задействовать различные звуковые эффекты, струнную секцию, детский хор, инвертированные ударные и т. д.
Успех Alive! и Destroyer дал группе возможность осуществить первый концертный тур по Европе. В 2003 году альбом получил номер 496 в списке из 500 величайших альбомов всех времён по версии журнала Rolling Stone.

## Предыстория
После скромных в коммерческом отношении первых трёх студийных альбомов Kiss совершили прорыв с концертным альбомом Alive!. Это был первый альбом группы, ставший золотым, и первый, ставший впоследствии мультиплатиновым. Успех Alive!, который продержался 110 недель в чартах, принёс прибыль не только группе, но и их лейблу Casablanca Records. Kiss подписали в конце 1975 года ещё один контракт с Casablanca Records, отчасти и потому, что этот лейбл поддерживал группу в начале их карьеры. Контракт был рассчитан только на два альбома, что свидетельствовало о сомнениях руководителей лейбла в том, что Kiss повторят успех Alive!.

## Запись
Репетиции Destroyer начались в августе 1975 года, когда группа готовилась отправиться в тур в поддержку Alive!. Для работы с Kiss был выбран Боб Эзрин, который продюсировал ряд успешных альбомов Элиса Купера. Группа чувствовала, что он именно тот человек, который поможет им выйти на новый уровень звучания и поддержать успех Alive!.
Работа над записью альбома началась 3—6 сентября 1975 на студии Electric Lady в Нью-Йорке во время краткого перерыва между турами в поддержку Dressed to Kill и Alive!. Основные песни альбома были записаны в это время. По времени большая часть записей Destroyer происходила в январе 1976, после итогового тура Alive!.
Первой демозаписью стала «Ain’t None of Your Business» с Питером Криссом на вокале. Бредовая тяжёлая песня, написанная авторами песен кантри Бекки Хоббс и Лью Андерсоном, была отвергнута группой, и появилась позже в 1977 году на дебютном альбоме группы Michael Des Barres Detective. Также песня была отвергнута среди других предложений и песен группы. В частности, Ким Фоули и Марк Энтони стали важными помощниками в написании песни.
На протяжении работы Эзрин прибегал к многочисленным приёмам, призванным повысить качество музыки Kiss. Поскольку никто из группы не имел музыкального образования, продюсер приостанавливал репетиции, чтобы преподать музыкантам уроки музыкальной теории. Чтобы привить группе дисциплину, он надевал свисток на шею и ходил вокруг, приговаривая: «Давайте туристы, пошли!» (C’mon campers, let’s get going!). Когда Симмонс рано прекратил игру во время записи песни, Эзрин сорвался на него, крича, чтобы он не останавливался, пока Эзрин сам не скажет сделать это.
Пол Стэнли позже описывал опыт работы с Эзрином как музыкальный армейский лагерь и сказал, что группа в результате стала гораздо умнее (came out a lot smarter for it). Симмонс говорил, что «это было именно то, что нам было нужно на тот момент» (It was exactly what we needed at the time). Ведущий гитарист Эйс Фрэйли, который не приближался в дисциплине к требуемому Эзрином уровню, позже находил работу с ним неприятной. Он не находил общего языка с продюсером и возмущался, когда тот требовал многократно повторить одно и то же соло. Эзрин привёл сессионного гитариста Дика Вагнера (из группы Элиса Купера), который якобы должен был заменить Эйса, и тогда Эйс сделал шаг в сторону сотрудничества. Дик Вагнер заменил Фрэйли на таких треках как «Sweet Pain» и даже на песне, которую написал сам Фрэйли — «Flaming Youth». Вагнер также играл на акустической гитаре в песне «Beth».
Destroyer — первый альбом Kiss, в записи которого участвовали приглашённые музыканты, а также Симфонический оркестр Нью-Йорка. Тем не менее, ни один музыкант не был упомянут на обложке.

## Обложка

Задняя часть вкладыша в альбом

Обложку для Destroyer нарисовал фэнтезийный художник Кен Келли, который на тот момент рисовал обложки для комиксов. До издания альбома его работы заинтересовали Джина Симмонса, который приходил к нему советоваться по поводу идей для альбома и пригласил его делать обложку. Келли согласился, но попросил Kiss сперва сыграть ему вживую, чтобы к нему пришло необходимое вдохновение. Он был приглашён на шоу группы по специальному пропуску. Позже он сказал про постановку: «It blew me away». В 1977 году ему поручили рисовать обложку для альбома Love Gun.
Оригинальная версия обложки была отвергнута звукозаписывающей компанией как слишком жестокая из-за изображения горящего города. Кроме того, оригинальная работа содержала изображения участников группы, одетых в костюмы, использовавшиеся во время тура в поддержку Alive!. На утверждённом варианте, по словам художника, горящий город так же присутствует, «но он так далеко, что его почти не видно». На доходы от обложки Келли в конечном итоге купил себе дом.
Передняя обложка изображает группу, шагающую из верхушки груды щебня, а на заднем плане изображены разрушенные дома, многие из которых горят. Задняя часть изображает похожую картину, но с большим количеством горящих обломков зданий. На передней части вкладыша помещены логотип Kiss и текст песни «Detroit Rock City». На последней странице находятся текст «Shout It Out loud», написанный заглавными буквами, и призыв вступить в фан-клуб Kiss Army.

## Продажи
Destroyer вышел 15 марта 1976 года и стал золотым 22 апреля. Хотя точные данные о продажах отсутствуют, Пол Стэнли утверждает, что альбом разошёлся тиражом 850 000 экземпляров в США, что заметно превышало тиражи любого из предыдущих трёх студийных альбомов Kiss. Достигнув 15 мая одиннадцатого места в Top 200 Billboard, Destroyer однако не смог там удержаться и к августу откатился на 192 позицию. Первые три сингла — «Shout It Out Loud», «Flaming Youth», и «Detroit Rock City» — не смогли поднять продажи, и менеджмент вместе с группой признали альбом неудачным по сравнению с Alive!. Группа и Эзрин объясняли это спадом интереса фанатов. Эзрин также заявил, что пресса (англ. grassroots rock press) была особенно критична к альбому. Rolling Stone писал о «раздутых балладах» (англ. bloated ballads), «игре на барабанах со скоростью пешехода» (англ. pedestrian drumming), и «тусклом исполнении» (англ. lackluster performances).
Это продолжалось до тех пор, пока на радиостанции не попала песня «Beth» со стороны Б сингла «Detroit Rock City». После этого альбом начал продаваться так, как ожидалось. Балладу, которая, по словам Симмонса, специально была расположена на стороне Б, чтобы станции выбрали для эфира «Detroit Rock City», стали постоянно заказывать слушатели, и она неожиданно стала хитом. «Beth» была перевыпущена отдельным синглом в конце августа и попала на седьмое место чарта Billboard 25 сентября. Это была первая песня группы, попавшая в топ-10, и она вновь всколыхнула продажи альбома. 11 ноября Destroyer стал первым платиновым альбомом Kiss.

## Список композиций
| №                   | Название                       | Автор(ы)                              | Основной вокал      | Длительность |
| ------------------- | ------------------------------ | ------------------------------------- | ------------------- | ------------ |
| 1.                  | «Detroit Rock City»            | Стэнли, Эзрин                         | Пол Стэнли          | 5:17         |
| 2.                  | «King of the Night Time World» | Стэнли, Ким Фоули, Марк Энтони, Эзрин | Пол Стэнли          | 3:19         |
| 3.                  | «God of Thunder»               | Стэнли                                | Джин Симмонс        | 4:13         |
| 4.                  | «Great Expectations»           | Симмонс, Эзрин                        | Джин Симмонс        | 4:24         |
| Общая длительность: | Общая длительность:            | Общая длительность:                   | Общая длительность: | 17:13        |

| №                   | Название              | Автор(ы)                       | Основной вокал              | Длительность |
| ------------------- | --------------------- | ------------------------------ | --------------------------- | ------------ |
| 5.                  | «Flaming Youth»       | Фрейли, Симмонс, Стэнли, Эзрин | Пол Стэнли                  | 2:59         |
| 6.                  | «Sweet Pain»          | Симмонс                        | Джин Симмонс                | 3:20         |
| 7.                  | «Shout It Out Loud»   | Симмонс, Стэнли, Эзрин         | Пол Стэнли, Джин Симмонс    | 2:49         |
| 8.                  | «Beth»                | Крисс, Стэн Пэнридж, Эзрин     | Питер Крисс                 | 2:45         |
| 9.                  | «Do You Love Me?»     | Стэнли, Фоули, Эзрин,          | Пол Стэнли                  | 3:33         |
| 10.                 | «Rock and Roll Party» | Симмонс, Стэнли, Эзрин         | инструментальное исполнение | 1:25         |
| Общая длительность: | Общая длительность:   | Общая длительность:            | Общая длительность:         | 16:53        |

### Detroit Rock City
- Перевод: «Детройт — Город Рока»
- Записана: сентябрь 1975 — январь-февраль 1976 года

Kiss часто придумывали песни на основе ранее неизданного материала. Песня «Detroit Rock City» не стала исключением. Джин Симмонс и Пол Стэнли считают, что частями песня похожа на «Two Timer» и (некоторые части базовой структуры песни) «Much Too Young» — более ранние малоизвестные песни группы, и что «Detroit Rock City» имеет похожие ощущения в некоторых местах.
Пол Стэнли утверждает что хотел как-то почтить в песне город Детройт, отчасти потому, что популярность Kiss росла быстрее всего там:

Мы были хедлайнерами в Детройте, в то время как нас почти не знали где-либо ещё. Я написал «Detroit Rock City» как дань городу, который исторически защитил истинный рок-н-ролл.
Оригинальный текст (англ.)
We were headlining in Detroit when we were barely known anywhere else. I wrote 'Detroit Rock City' as a tribute to a city that, historically, has championed real rock 'n roll
— KISS Exciter, 3/93
В конечном итоге он хотел, чтобы песня была о «ком-то, собирающемся на концерт, чтобы круто провести время, и в конце умереть». Текст песни основывается на реальных событиях, в которых фан Kiss погиб по дороге на концерт Kiss в Шарлоте, Северная Каролина во время тура в поддержку альбома Dressed to Kill в апреле 1975. Так что песня, посвященная Детройту, базируется на трагичном происшествии в Северной Каролине.
Боб Эзрин сыграл существенную роль в создании, формировании и записи «Detroit Rock City». Он отвечал за создание «истории» во вступлении: записал звуки открывающейся двери машины, заводящегося двигателя рабочего автомобиля, припаркованного на 44-й улице, и переключение каналов радио, когда шёл со студии Record Plant с микрофоном, подготовленным для этих целей. Он специально использовал негромкий радиоприёмник, чтобы поймать сигнал «Rock and Roll All Nite» от передатчика из студии. Окончательно словленная «Rock and Roll All Nite» получилась после нескольких попыток, песня как раз сплошь транслировалась в то время. Боб очень гордился этой записью. Вопреки распространённым слухам, текст выпуска новостей во вступлении написал и прочёл Боб Эзрин, а не Джин Симмонс.
Помимо вступления, Эзрин внёс новшество и в партии баса и гитар. Джин Симмонс отмечал, что его партия баса была нетипична для его обычного стиля, и была больше похожа на R&B, чем на рок. Эзрин также написал соло Эйсу Фрэйли, которое существенно отличалось от материала, который Фрэйли привык играть в песнях Kiss. Питер Крисс также решил сделать что-то особенное для песни и альбома в целом, так что он методически разрабатывал каждую отдельную часть. Он полагает, что самая уникальная и восхитительная работа на ударных, которую он, к сожалению, не всегда повторял на последующих альбомах, это именно Destroyer в целом и «Detroit Rock City» в частности.

### King of the Night Time World
- Перевод: «Король Ночного Мира»
- Записана: начало 1976 года

Песню написали Ким Фоули и Марк Энтони — гитарист и вокалист группы «Hollywood Stars». Боб Эзрин ранее сотрудничал с ними при записи материалов для некоторых альбомов Элиса Купера. Когда Боб принёс на прослушивание «King of the Night Time World», группа сочла песню отлично им подходящей. Пол Стэнли предполагал, что это была работа по воссозданию классического звучания Kiss. Позже данная тенденция была отмечена и авторами песни — Кимом и Марком.

### God of Thunder
- Перевод: «Бог Грома»
- Записана: сентябрь 1975, январь-февраль 1976 года

Джин Симмонс и Пол Стэнли после совместной работы настолько привыкли к стилям песен друг друга, что обнаружили закономерность: песни Пола были более счастливыми и жизнерадостными, а песни Джина более тёмными и мрачными. В связи с этим они часто шутили друг над другом, и как-то Стэнли сказал: «Кто угодно может сделать песню в стиле Джина Симмонса», и чтобы доказать своё утверждение, он пришёл на следующий день с песней «God of Thunder». Симмонс поменял некоторые строки и спел её.

Когда я впервые слышал песню, я сразу увидел фантазию, в которой из жерла горных высот вылезало нечто большое и окрылённое и стояло там — что-то из мрачных теней. Но текст песни «God of Thunder» Пола был полным промахом — почти всё было про Афродиту и любовь.
Оригинальный текст (англ.)
When I first heard the song, I immediately had visions of the scene in «Fantasia» when the mountain top opens and this big winged thing is standing there — something from the dark shadows. But Paul’s «God of Thunder» lyrics totally missed the point — they were almost about Aphrodite and love.
— Guitar World, 8/92
Чтобы придать более мрачной и пафосной атмосфере песни Джин Симмонс поменял следующие строки:
1. «We make love 'til we bleed» на «hear my word and take heed»
2. «I was raised by the women» на «I was raised by the demons»
3. «I live for pleasure and fun» на «Trained to reign as the one»
4. В припеве «We’ll take it slowly even more» поменяли на «Will slowly rob you of your virgin soul»
5. «Well I’m the master of leather» на «I’m the lord of the wastelands»
6. «Be you ancient or newborn (c’mon)» на «I gather darkness to please me»
7. «Come before me and kneel» на «And I command you to kneel before the»

Боб Эзрин припоминает, что это было сложным уговорить Пола отдать эту песню Джину из-за предмета и баланса альбома в этом пункте. Пол вспоминает, что песня была определённым песней-посвящением для Джина от него, а позднее Эзрин решил, что это будет песня Джина. Собственно группа соглашалась с продюсером, но Стэнли всегда надеялся, что последнее слово Эзрина будет согласовано с ним.
На протяжении записей песни Питеру Криссу были также предложены несколько специальных эффектов. Когда группа была на Record Plant в Нью-Йорке Эзрин сказал Криссу:

Я посажу тебя в лифт
Оригинальный текст (англ.)I’m going to put you in an elevator.

В то время было три или четыре часа утра, и они были в задней части здания. Боб записывал ударные на микрофон с 14 этажа. Микрофоны были в шахте лифта, и Питер играл на двух напольных томах и басовом барабане, которые ему поставили в лифте. На полпути двери лифта открылись, и зашли два мусорщика забрать мусор. Питер Крисс продолжал играть, но истерически смеялся от взглядов, которыми они на него смотрели. Позже он отмечал, что Эзрин был очень креативен.
Детские голоса в песне были сделаны тем же 360-градусным микрофоном, что и вступление в «Detroit Rock City». Боб приобрёл комплект уоки-токи, который включал в себя телефон, вмонтированный в космический шлем, звук которого понравился Эзрину, и подарил в качестве игрушек своим детям. Он попросил детей сотворить звуки монстров с их помощью. Таким образом, Дэвид Эзрин и его брат Джош, которому в то время было 3 года, поучаствовали в записях Kiss.

### Great Expectations
- Перевод: «Большие Надежды»
- Записана: начало 1976 года

Песня написана Джином Симмонсом под влиянием Боба Эзрина, работая с которым Симмонс ощущал себя почти на вершине, как в принципе и Эзрин. Услышав от группы текст «Great Expectations» Боб счёл его слишком близким к группе и эгоцентрическим, и убедил Джина сделать песню более обобщённой, подобной обращению певца к толпе, живому общению со слушателями. Поэтому «Great Expectations» была создана и улучшена группой с назиданиями и коррективами Эзрина.
По словам Симмонса, это была наиболее сложная песня во всем альбоме — её было сложнее всего записать из-за изощрённой музыкальной структуры и эффектов, которые добавлял Эзрин. Вдохновением для песни послужил одноимённый фильм Лоренса Оливера, хотя сама суть текста пришла от Симмонса, стремящегося написать о группе. Он задействовал много ранних демо, в числе которых были «You’ve Got Nothing To Live For» и другую, более старую демозапись с таким же названием «Great Expectations», однако датированную как минимум 1974 годом.
Дорожка включает в себя мотив Бетховена — патетической сонаты (op. 13), второй части — adagio cantabile. Как и многие другие песни Kiss, эта песня была сперва записана на акустической гитаре, однако к тому времени как она была окончательно записана, она включала многие новшества, привнесённые продюсером Бобом Эзрином. Он организовал для записи оркестровых партий Симфонический оркестр Нью-Йорка, а для записи детских голосов пригласил поучаствовать Гарлемский хор мальчиков, которые, как говорил Боб, были «жёсткими детьми улиц» (англ. tough ass street kids).

### Flaming Youth
- Перевод: «Пламенная молодёжь»
- Записана: январь-февраль 1976 года

«Flaming Youth» — песня (как и «Great Expectations») написанная по мотивам предыдущих работ участников группы, которые были усовершенствованы, очищены и объединены в одну песню. По словам Симмонса, песня была сделана из одной из многочисленных демо из его архива, а точнее «Mad Dog». Пока Джин записывал демо, она была всё ещё в более риффовой форме, с незаконченным текстом. Название «Flaming Youth» впечатлило Симмонса, так как было слишком крутым, чтобы его проигнорировать. Он заметил, что название песни совпадало с названием одной группы, которая играла на индустриальном дебюте Kiss в Музыкальной Академии в декабре 1973. Своё авторство к песне добавил и Эйс Фрэйли, в результате став соавтором песни. На записи альбома гитарное соло к этой песне играл Дик Вагнер, приглашённый Бобом Эзрином музыкант, ранее сотрудничавший с Элисом Купером, так как Фрэйли отказывался играть, не желая прерывать партию в карты.
Первоначальная версия песни претерпела огромные изменения, когда записывалась для альбома и была переписана от первого лица. В оригинальной версии Пол Стэнли поёт от лица Армии Kiss:

Мы глупы и ленивы
Оригинальный текст (англ.)We’re stupid and we’re lazy.

Однако такая лирика, возможно, не была бы понята, особенно в низах, среди обитателей рабочих районов, среди которых Kiss только набирала популярность.

### Sweet Pain
- Перевод: «Сладкая Боль»
- Записана: январь 1976 года

«Sweet Pain» — песня, основанная на более раннем материале (фрагменты ранее не изданных песен комбинировались и дорабатывались); сделали её довольно быстро. Более того, песня стала чуть-ли не одной из самых важных в истории Kiss. Она имеет дурную славу в истории Kiss из-за гитарного соло, записанного в студийном варианте Диком Вагнером. Боб считал, что дорожка была неудачна и что вступительный рифф не был достаточно хорош. Также он посчитал, что рифф не должен был использоваться в этой песне, несмотря на то, что Джин Симмонс сам презентовал ему этот рифф в виде демо. В то время как песня была самой недоразвитой частью альбома в музыкальном понимании, её недостатки были сокрыты производственными качествами и другими аспектами записи. Согласно с Эйсом Фрэйли, Эзрин заменил его работу на гитаре в песне на Дика Вагнера, не ставя его в известность, пока Эйс не услышал песню. То, что это было не его соло, стало сразу ясно, так как Дик не предпринимал ни малейшей попытки сымитировать стиль Эйса.

Я только играл, так как я играю и никогда не пробовал звучать как Эйс или кто-либо ещё. Я просто улавливал чувства и настроения песни.
Оригинальный текст (англ.)
I only play like I play and would never try to sound like Ace or anyone else. I just go for the feel and the mood of the song.
— История Kiss
Дик Вагнер участвовал в нескольких более ранних проектах Эзрина ещё до 1976 года, наиболее известны его работы с Элисом Купером и Лу Ридом. С Элисом Купером он начал работать как неупомянутый исполнитель ещё до того, как присоединился к его группе. Выполнять сессионную работу за состоявшихся музыкантов не было для него чем-то новым.

Была зима, и я жил в отеле Плаца, когда Боб попросил меня заглянуть в студию и сыграть немного на гитаре для записи Kiss. Меня забавляло быть их частью… Боб любил мою сольную работу и предположил, что я тот парень, который ему нужен для определённых сольных секций на паре песен… Так что я постарался сделать всё как можно лучшее, чтобы все были счастливы.
Оригинальный текст (англ.)
It was winter and I was living at the Plaza Hotel when Bob asked me to come over to the studio and play a little guitar for a KISS record. I was thrilled to be part of it… Bob liked my solo work and he suggested I was the guy he wanted for certain solo sections on a couple songs… So I did my best to make everyone happy.
Kiss, они появились ниоткуда. У них не было парней со студийными знаниями, таких как я, чтобы выполнить эту работу. Они исполняли сами большую часть своего материала, но однажды, ненадолго им понадобилось что-то особенное, стиль, который они сами не смогли бы выжать. То же самое и с первоначальной группой Элиса. Они были более молодыми музыкантами и не могли делать того, что Боб Эзрин и Элис Купер представляли себе, в музыкальном смысле.
Оригинальный текст (англ.)
KISS, they came out of nowhere. They didn’t have the studio knowledge guys like me had to accomplish that kind of stuff. They did most of their own stuff but once in awhile they needed something special, a style they couldn’t really pull off. Same with Alice’s original band. They were younger players and they couldn’t do what Bob Ezrin and Alice Cooper were envisioning, musically
— Vintage Guitar, воспоминания Дика Вагнера
Для Дика было свойственно исполнять за гитаристов их работу, оставаясь в тени. Так, он вспоминал, что участвовал в записи альбома Get Your Wings для песни «Train Kept A Rollin» у Aerosmith. И Эзрину нравилось, как он играл.

### Shout It Out Loud
- Перевод: «Крикни Это Громче»
- Записана: февраль 1976 года

Идея создать эту песню пришла из работ времен Wicked Lester, а именно кавера на песню группы The Hollies «I Wanna Shout». Джин Симмонс вспоминает, что припев песни «…shout it, shout it, shout it out loud…» образовался естественно, сам по себе, когда Боб и Пол играли варианты аккордов на пианино Боба. Однако Симмонс также признаёт, что ему понравились возможности, реализации которых не хватало оригинальной версии песни в исполнении The Hollies.
Боб Эзрин считает, что эта песня лучше всех остальных в альбоме охватывает эру Kiss, взаимодействие её членов и творчество группы. В интервью для KISS online он вспоминает:

Мы знали точно как эта песня будет звучать, когда не прошло и полчаса.
Оригинальный текст (англ.)
The thing just took off… we knew exactly what that song was going to sound like within half an hour.

Это одна из немногих песен, написанных сразу в студии. Во время записи этой песни произошёл интересный розыгрыш: участники группы подшутили над Джином, сказав ему, что записи сложной и болезненно давшейся им песни «Great Expectations» были только что уничтожены, что стало бы огромной катастрофой, учитывая сложность и муки, ушедшие на завершение этой песни. Однако, как упоминал Пол Стэнли, это была относительно простая как для записи дорожка, завершённая в одно утро Джином и Полом в доме Боба, перед выездом на студию. Как только идея была жёстко спланирована, остальные проблемы были разрешены довольно просто и песня, отправилась в записанном виде на студию Motown.
1 марта 1976 «Shout It Out Loud» была издана как первый сингл из альбома. Сознательно запланированная с целью догнать «Rock And Roll All Nite» песня была записана одна из первых в альбоме. Она достигла респектабельного № 31 места в чартах с солидным десятинедельным сроком, в то время как двумя неделями позднее, 15 марта альбом Destroyer был издан в продажу. В конечном счёте он достиг № 11 места в чартах альбомов.

### Beth
- Перевод: «Бэт»
- Записана: январь 1976 года

Песню в группу внёс Питер Крисс, который к моменты записи альбома, возможно, из всех музыкантов был наиболее выведенным на новый уровень от своих бессвязных корней джаза, соула и R&B. Пока Питер был музыкантом-самоучкой, который больше полагался не на технику, а на чувства, процесс был более мучительным и требовательным. Питеру было затруднительно сыграть то же самое дважды, однако с этой песней он впервые значительно повысил свою значимость в группе.
В то время как Пол Стэнли обычно рассматривал «Beth» как песню, которую нужно выбросить, Джин Симмонс имел совершенно другое представление по поводу этой песни, причём она была ему явно симпатична с тех пор как он её впервые услышал, когда ехал в машине с Питером. Джин комментирует переименование песни из «Beck», как она тогда называлась, в общеизвестный сейчас вариант «Beth», чтобы не получилось недоразумения в связи с совпадением названия песни с именем известного гитариста Джеффа Бэка. Он также предложил Питеру сыграть песню для Боба Эзрина, чтобы посмотреть на его реакцию. Эзрину песня понравилась, хотя он и переписал часть текста на «me and the boys will be playing» и работал над оркестровой аранжировкой. Только припев был заметно другой в отличие от первоначальной версии, где было

Won’t you wait an hour

And I’ll run right home to you

I know you love complaining

But Beck, what can I do?

Боб хотел преобразовать песню, чтобы она полностью звучала как баллада, а не как история. Он видел в этой песне достаточный потенциал чтобы отправить её на радио и хотел, чтобы песня во что бы то ни стало попала в этот альбом.
Первоначально песня называлась «Beck» по имени жены третьего участника группы Мика Бранда (Бэкки), которая часто звонила, прерывая репетиции, что не осталось незамеченным другими участниками группы и вскоре стало их раздражать и нервировать — участники группы вспоминали её как надоедливую и вечно придирающуюся особу.
«Beth» была написана до вступления Крисса в Kiss, когда он всё ещё был участником Chelsea. Питер придумал мелодию когда ехал в поезде в Нью-Йорк из Нью-Джерси, где они репетировали. Он написал песню вместе со своим другом и гитаристом Chelsea Стэном Пенриджем.
Текст песни сделан в виде телефонного разговора. После смены названия, на чём настояли Эзрин и Симмонс, песня была посвящена жене Крисса Лидии, которая, как известно из интервью Питера, часто плакала по нему, когда тот был занят во время концертных туров, что он впоследствии отразил в видоизменённом варианте текста.

Лидия была потрясающей женщиной. Она работала с 9 утра до 5 вечера с того самого дня, как мы поженились, потому что я сказал ей, «Я никогда не буду работать. Я хочу быть рок-звездой. Больше я не хочу быть никем. Не говори мне, что в доме недостаточно денег. Или мы поженимся при таких условиях, или мы вообще не поженимся, потому что я должен быть тем, кто я есть». Она на это согласилась.
— Интервью Питера Крисса журналу «GS Tongue».
«Beth» добилась № 7 места в топ-10 хитов в 1976. Песня остается наивысшей в чартах для Kiss в США, и она завоевала им Приз Зрительских Симпатий в номинации «Любимая Песня Молодых Людей» (англ. Young People’s Favorite New Song) в 1977, которая связана с «Disco Duck».
Во время концертов Питер после исполнения «Beth» идёт дарить розы девушкам, которых красивыми не назовёшь, а которые, напротив, выглядят усталыми и расстроенными.

Я осматриваюсь вокруг, всматриваюсь в лица, смотрю в глаза девушкам, и когда между нами появляется своеобразное «электричество», я чувствую — «Эта девушка должна получить розу». Я ищу такую девушку каждый вечер; я всегда ищу того человека, которого нужно подбодрить.
— Интервью Питера Крисса специальному изданию «Starlog Kiss Special 1998».

### Do You Love Me?
- Перевод: «Ты Меня Любишь?»
- Записана: конец 1975 — начало 1976 года

Песня возникла благодаря желанию Пола Стэнли написать песню, которая рассказывала бы историю, схожую с песнями британских групп вроде «All the Young Dudes» — песни Mott the Hoople. Как вспоминает Пол, он хотел воздвигнуть нечто вроде музыкального гобелена. По словам Боба Эзрина, песня была создана довольно быстро, музыка была написана при участии Кима Фоули, соавтора «King of a Night Time World». Песня добавила альбому элемента общения с фанатами и некой уязвимости. Она также

истинно установила часть Пола Стэнли как секс-символа. Когда он пел эту песню — девушки таяли.
Оригинальный текст (англ.)
truly established the sex star part of Paul Stanley. When he sang that song, girls melted
— KISS Online / Боб Эзрин

### Rock and Roll Party
- Перевод: «Рок-н-Рольная Вечеринка»

В альбоме содержится на самом деле не 9, а 10 песен. Неподписанная спрятанная дорожка, обычно ассоциируемая с названием «Rock and Roll Party», представляет собой музыкальный луп, сделанный из хоровой темы «Great Expectations» и концертного обращения Пола Стэнли, в котором он говорит зрителям: «I tell you all, it looks like, it looks like we’re gonna have ourselves… a rock and roll party!» Эта цитата взята из записи Alive! и может быть найдена между «Deuce» и «Strutter».
На переизданиях CD эта песня обычно дописывалась в одну дорожку с «Do You Love Me» и её нельзя услышать отдельно. Хоральная мелодия из «Great Expectation» использует мотив Бетховена — патетической сонаты (op. 13), второй части — adagio cantabile.

## Участники

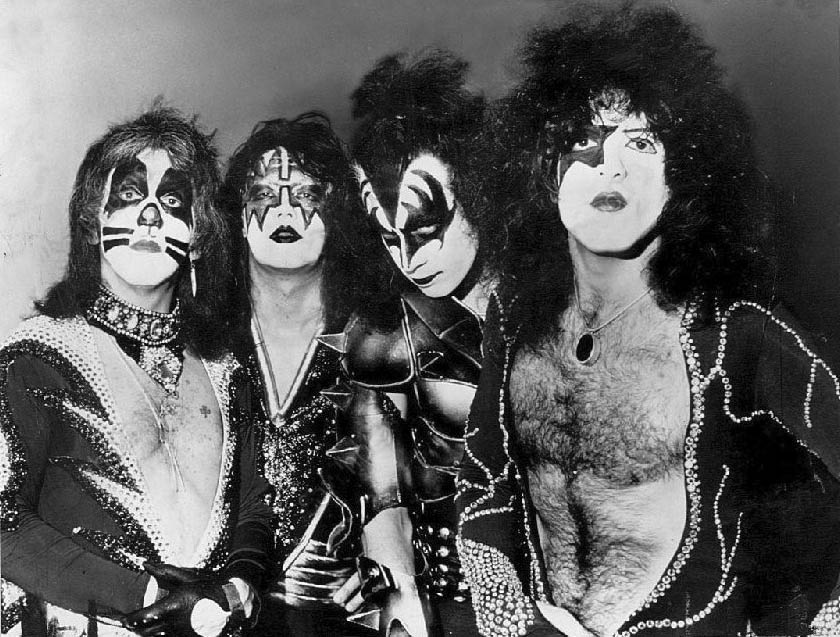
Kiss в 1976 году

### Члены группы
- Джин Симмонс — бас-гитара, ведущий вокал
- Пол Стэнли — ритм-гитара, ведущий вокал
- Эйс Фрэйли — ведущая гитара, бэк-вокал
- Питер Крисс — ударные, бэк-вокал, (основной вокал в «Beth»)

### Приглашённые музыканты
- Дик Вагнер[англ.] — гитарное соло на «Sweet Pain» и «Flaming Youth»; акустическая гитара на «Beth» и Great Expectations. Не отмечен.
- Хор мальчиков из Гарлема — хоровое пение на «Great Expectations»
- Дэвид и Джош Эзрин — голоса на «God of Thunder»
- Нью-Йоркский филармонический оркестр - оркестр на «Beth»

### Запись
- Боб Эзрин — продюсер, дирижёр, клавишные
- H.A. Макмиллан — дирижёр
- Джей Мессина — звукорежиссёр
- Корки Стасиак — звукорежиссёр

## Чарты и сертификация
| Чарт            | Высшая позиция |
| --------------- | -------------- |
| Швеция          | 4              |
| Австрия         | 6              |
| Канада          | 6              |
| США Поп-альбомы | 11             |
| Новая Зеландия  | 16             |
| Япония          | 17             |
| Англия          | 22             |
| Германия        | 36             |

| Год  | Хит-парад                          | Позиция |
| ---- | ---------------------------------- | ------- |
| 1976 | Канада (RPM Year-End)              | 46      |
| 1976 | США (Billboard Top Popular Albums) | 94      |

### Сертификации
| Сертификатор | Сертификация | Кол-во продаж |
| ------------ | ------------ | ------------- |
| RIAA (США)   | 3x Платина   | 3 000 000     |

## Критика и достижения
Критики отмечали, что альбом является достижением для Kiss, он лучше по сравнению с предыдущими студийными альбомами, благодаря внесению Эзрином новшеств и экспериментальности. Allmusic отмечает, что альбом один из самых сильных и интересных альбомов, благодаря внесению звуковых эффектов и внесению нетипичной для стиля группы баллады «Beth».

Destroyer — один из самых экспериментальных студийных альбомов Kiss, но также и один из самых сильных и интересных. Продюсер Элиса Купера и Pink Floyd Боб Эзрин серьёзно настроил группу на эксперименты — альбом пестрит обширным использованием звуковых эффектов (закрывающая альбом неподписанная песня), появление детского хора («Great Expectations»), и оркестровая искренняя баллада («Beth»).
Оригинальный текст (англ.)
Destroyer is one of Kiss' most experimental studio albums, but also one of their strongest and most interesting. Alice Cooper/Pink Floyd producer Bob Ezrin was on hand, and he strongly encouraged the band to experiment — there’s extensive use of sound effects (the album’s untitled closing track), the appearance of a boy’s choir («Great Expectations»), and an orchestra-laden, heartfelt ballad («Beth»).
— Рецензия Allmusic
Касательно же стиля в целом, критики замечают расширение и обогащение стиля музыки группы в альбоме, также относя это к достижениям продюсера.

Какую разницу привнёс продюсер! Боб Эзрин направил запись этого альбома так, что классика группы сопровождается даже более арт-роком и хард-роком.
Оригинальный текст (англ.)
What a difference a producer makes. Bob Ezrin helmed the recording of this 1976 classic and ushered along even more of an art/ hard rock album than Kiss' previous efforts.
— Рецензия Pitchfork
Помимо позитивных рецензий, восхваляющих новаторство Эзрина, имели место и негативные, утверждающие, что альбом неинтересен и новизна, внесенная продюсером-экспериментатором не возводит работу Kiss на новый уровень, а лишь добавляет элементы мелодрамы.

Как и большинство жёстких (не тяжёлых) групп, широко любимых подростками (как Элис Купер, BTO) эти ребята всегда поднимали большую бучу, чем взрослые хотели бы чтобы наслаждаться, но продюсер Боб Эцрин добавил только красноречие и мелодраму. Их наименее интересная запись.
Оригинальный текст (англ.)
Like most hard (not heavy) groups wildly favored by young teens (cf. Alice Cooper, BTO), these guys have always rocked better than adults were willing to enjoy, but pro producer Bob Ezrin adds only bombast and melodrama. Their least interesting record. C+
— Рецензия Роберт Кристгау
В основном критиками оценивается вклад Эзрина, и важность его продюсерской работы и соавторства в песнях. Rolling Stone утверждает, что несмотря на колоссальное внесение новых течений в музыку Kiss, сделанных продюсером, самой группе тем не менее не хватает творческого сумасшествия и экстраординарности, сделавшего бы музыку Kiss более интересной.

Нет сомнений, что Destroyer — лучший альбом Kiss пока что, или Боб Эзрин, Элис-Куперовский маг с тяжёлой рукой, хеви-металических изданий который помог написать семь из девяти дорожек здесь, сделал отличие. Но несмотря на восхитительный плод работы Эзрина, Kiss всё ещё ощущает недостаток творческого безумия, которое может сделать их музыку интересной, или хотя бы слушабельной.
Оригинальный текст (англ.)
There’s no doubt that Destroyer is Kiss’s best album yet or that Bob Ezrin, Alice Cooper’s heavyhanded wizard of heavy-metal production who helped write seven of the nine tunes here, has made the difference. But despite Ezrin’s superb production, Kiss still lacks that flash of creative madness that could have made their music interesting, or at least listenable.
— Рецензия Rolling Stone
Нижеследующая информация — список достижений альбома Destroyer, согласно AcclaimedMusic.net.
| Публикация    | Страна         | Акколада                                         | Год  | Ранг |
| ------------- | -------------- | ------------------------------------------------ | ---- | ---- |
| Rolling Stone | U.S.           | 500 величайших альбомов всех времен              | 2003 | 496  |
| Blender       | U.S.           | 100 величайших американских альбомов всех времен | 2002 | 50   |
| Classic Rock  | Великобритания | 100 лучших рок-альбомов всех времён              | 2002 | 94   |